# Campionati del mondo di ciclismo su strada 2017
I Campionati del mondo di ciclismo su strada 2017 (en.: UCI Road World Championships) si svolsero dal 17 al 24 settembre 2017 a Bergen, in Norvegia.

## Selezione della città ospitante
Il 24 settembre 2014, durante il meeting svoltosi durante i campionati del mondo su strada a Ponferrada, Bergen fu scelta dal consiglio dell'UCI per ospitare l'edizione iridata del 2017.
La città norvegese venne preferita a Innsbruck, che verrà poi scelta per ospitare i campionati del mondo 2018, battendo la concorrenza di Melbourne e Bogotà.

## Calendario[1]
| Data                   | Ora                  | Ora                  | Evento               | Distanza             |
| Cronometro a squadre   | Cronometro a squadre | Cronometro a squadre | Cronometro a squadre | Cronometro a squadre |
| ---------------------- | -------------------- | -------------------- | -------------------- | -------------------- |
| 17 settembre           | 12:05                | 13:55                | Femminile            | 42.5 km              |
| 17 settembre           | 15:35                | 17:25                | Maschile             | 42.5 km              |
| Cronometro individuali |                      |                      |                      |                      |
| 18 settembre           | 10:35                | 11:50                | Junior femminile     | 16.1 km              |
| 18 settembre           | 13:05                | 17:35                | Under-23 maschile    | 37.2 km              |
| 19 settembre           | 11:35                | 13:30                | Junior maschile      | 21.1 km              |
| 19 settembre           | 15:55                | 17:15                | Femminile Elite      | 21.1 km              |
| 20 settembre           | 13:05                | 17:45                | Maschile Elite       | 31 km                |
| Corsa in linea         |                      |                      |                      |                      |
| 22 settembre           | 10:05                | 12:15                | Junior femminile     | 76.4 km              |
| 22 settembre           | 13:15                | 17:35                | Under-23 maschile    | 191 km               |
| 23 settembre           | 09:30                | 12:45                | Junior maschile      | 133.8 km             |
| 23 settembre           | 13:15                | 17:15                | Femminile elite      | 152.8 km             |
| 24 settembre           | 10:05                | 16:50                | Maschile elite       | 267.5 km             |

## Medagliere
| Pos.   | Nazione     | Oro | Argento | Bronzo | Totale |
| ------ | ----------- | --- | ------- | ------ | ------ |
| 1      | Paesi Bassi | 4   | 2       | 0      | 6      |
| 2      | Italia      | 2   | 3       | 2      | 7      |
| 3      | Danimarca   | 2   | 1       | 2      | 5      |
| 4      | Germania    | 1   | 1       | 1      | 3      |
| 5      | Regno Unito | 1   | 0       | 2      | 3      |
| 6      | Francia     | 1   | 0       | 1      | 2      |
| 7      | Slovacchia  | 1   | 0       | 0      | 1      |
| 8      | Stati Uniti | 0   | 2       | 0      | 2      |
| 9      | Australia   | 0   | 1       | 3      | 4      |
| 10     | Slovenia    | 0   | 1       | 0      | 1      |
| 10     | Norvegia    | 0   | 1       | 0      | 1      |
| 12     | Polonia     | 0   | 0       | 1      | 1      |
| Totale | Totale      | 12  | 12      | 12     | 36     |

## Sommario degli eventi
| Eventi                 | Oro                              | Tempo                      | Argento                                | Tempo   | Bronzo                              | Tempo   |
| Gare maschili Elite    |                                  |                            |                                        |         |                                     |         |
| Gara in linea dettagli | Peter Sagan Slovacchia           | 6h28'11" Media 41,346 km/h | Alexander Kristoff Norvegia            | s.t.    | Michael Matthews Australia          | s.t.    |
| Cronometro dettagli    | Tom Dumoulin Paesi Bassi         | 44'41" Media 41,626 km/h   | Primož Roglič Slovenia                 | a 57"   | Chris Froome Regno Unito            | a 1'21" |
| Cronosquadre dettagli  | Team Sunweb Germania             | 47'50" Media 53,310 km/h   | BMC Racing Team Stati Uniti            | a 8"    | Team Sky Regno Unito                | a 22"   |
| Gare maschili Under-23 |                                  |                            |                                        |         |                                     |         |
| Gara in linea dettagli | Benoît Cosnefroy Francia         | 4h48'23" Media 39,739 km/h | Lennard Kämna Germania                 | s.t.    | Michael Carbel Svendgaard Danimarca | a 3"    |
| Cronometro dettagli    | Mikkel Bjerg Danimarca           | 47'06" Media 47,134 km/h   | Brandon McNulty Stati Uniti            | a 1'06" | Corentin Ermenault Francia          | a 1'17" |
| Gare maschili Junior   |                                  |                            |                                        |         |                                     |         |
| Gara in linea dettagli | Julius Johansen Danimarca        | 3h10'48" Media 42,075 km/h | Luca Rastelli Italia                   | a 51"   | Michele Gazzoli Italia              | s.t.    |
| Cronometro dettagli    | Thomas Pidcock Regno Unito       | 28'02" Media 45,156 km/h   | Antonio Puppio Italia                  | a 12"   | Filip Maciejuk Polonia              | a 13"   |
| Gare femminili Elite   |                                  |                            |                                        |         |                                     |         |
| Gara in linea dettagli | Chantal Blaak Paesi Bassi        | 4h06'30" Media 37,193 km/h | Katrin Garfoot Australia               | a 28"   | Amalie Dideriksen Danimarca         | s.t.    |
| Cronometro dettagli    | Annemiek van Vleuten Paesi Bassi | 28'50" Media 43,908 km/h   | Anna van der Breggen Paesi Bassi       | a 12"   | Katrin Garfoot Australia            | a 19"   |
| Cronosquadre dettagli  | Team Sunweb Paesi Bassi          | 55'41" Media 45,795 km/h   | Boels-Dolmans Cycling Team Paesi Bassi | a 12"   | Cervelo-Bigla Pro Cycling Germania  | a 28"   |
| Gare femminili Junior  |                                  |                            |                                        |         |                                     |         |
| Gara in linea dettagli | Elena Pirrone Italia             | 2h06'17" Media 36,299 km/h | Emma Norsgaard Jørgensen Danimarca     | a 12"   | Letizia Paternoster Italia          | s.t.    |
| Cronometro dettagli    | Elena Pirrone Italia             | 23'19" Media 41,430 km/h   | Alessia Vigilia Italia                 | a 7"    | Madeleine Fasnacht Australia        | a 43"   |